# Podniesienie wykonawcze
Podniesienie wykonawcze (także odwrotna strzałka ugięcia, pot. przeciwstrzałka ugięcia) – wygięcie elementu konstrukcyjnego (belki, płyty lub kratownicy) w kierunku przeciwnym do przewidywanych ugięć spowodowanych obciążeniem ustroju. Ze względów użytkowych ugięcia konstrukcji są ograniczone na etapie projektowania. Spowodowane jest to komfortem użytkowników obiektu budowlanego oraz warunkami wykonania warstw wykończeniowych. Znaczne ugięcia konstrukcji, powodujące na przykład pękanie tynku, mogą sprawiać wrażenie zagrożenia katastrofą budowlaną. Polska Norma PN-90/B-03200 dotycząca konstrukcji stalowych nakazuje stosowanie podniesienia wykonawczego w dźwigarach dachowych o rozpiętości powyżej 30 m (z wyjątkiem ustrojów kratowych o załamanym pasie dolnym lub podporami połączonymi ściągiem) o wartości nie mniejszej niż suma ugięć od charakterystycznych wartości obciążenia stałego i połowy obciążenia zmiennego. W Eurokodzie PN EN 1992-1-1 dotyczącym konstrukcji żelbetowych umieszczono zalecenie, aby strzałka odwrotna ugięcia nie przekraczała 1/250 rozpiętości elementu.